# Cantó de Vezzani
El cantó de Vezzani és una antiga divisió administrativa francesa situat al departament de l'Alta Còrsega i a la Col·lectivitat Territorial de Còrsega. Va desaparèixer el 2015.

## Geografia
El cantó és organitzat al voltant de Vezzani dins el districte de Corte. La seva alçària varia de 0 m (Antisanti) a 1.532 metres (Vezzani) amb una alçària mitjana de 586 m.

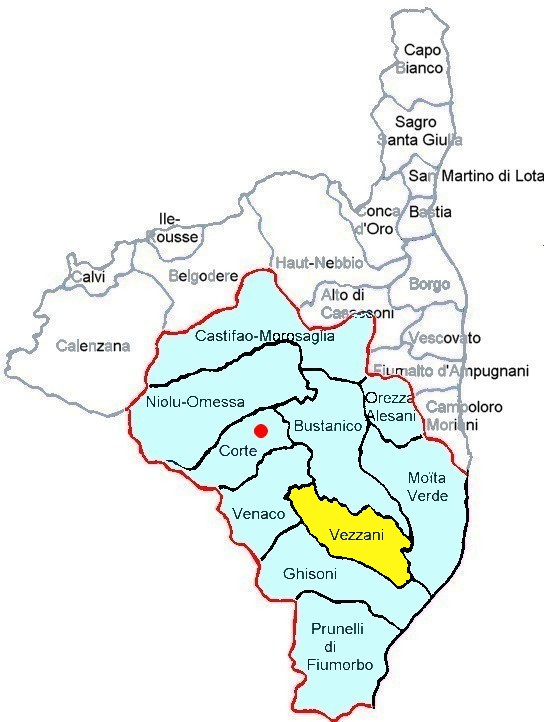
Localització del cantó de Vezzani

## Administració
| Període   | Identitat              | Partit     | Qualitat |
| --------- | ---------------------- | ---------- | -------- |
| 1976-2008 | Alexandre Alessandrini | PRG        |          |
| 2008-2015 | Paul Peraldi           | Démocrates |          |

## Composició
| Nom         | Població | Codi Postal | Codi Insee |
| ----------- | -------- | ----------- | ---------- |
| Aghione     | 245      | 20270       | 2B002      |
| Antisanti   | 418      | 20270       | 2B016      |
| Casevecchie | 68       | 20270       | 2B075      |
| Noceta      | 54       | 20219       | 2B177      |
| Pietroso    | 287      | 20242       | 2B229      |
| Rospigliani | 78       | 20219       | 2B263      |
| Vezzani     | 300      | 20242       | 2B347      |

## Demografia
| 1962  | 1968  | 1975  | 1982  | 1990  | 1999  |
| ----- | ----- | ----- | ----- | ----- | ----- |
| 1.358 | 1.608 | 1.765 | 1.899 | 1.629 | 1.450 |